# Конко, Абдулай
Абдула́й Конко́ Фа́й (фр. Abdoulaye Konko Faye; род. 9 марта 1984, Марсель) — французский футболист, правый защитник. 

## Карьера
Абдулай Конко начал свою карьеру в молодёжном составе клуба «Дженоа», затем играл в молодёжи «Мартига» и «Ювентуса». Оттуда он был передан в аренду в клуб «Кротоне», где провёл два сезона. Затем половину его трансфера выкупила «Сиена», в составе которой игрок дебютировал в матче с «Кьево». Там защитник провёл 1 год, сыграв 14 матчей и забив 1 мяч.
25 января 2007 года Конко был куплен клубом «Дженоа», выплатившим за половину контракта игрока 1 млн евро «Ювентусу». Летом 2007 года Абдулай стал полностью принадлежать «Дженоа», отдавшей «Сиене» половину прав на Фернандо Форестьери. По окончании сезона игроком интересовался миланский «Интер», а также российские клубы ЦСКА и «Локомотив».
Летом 2008 года Конко перешёл в испанскую «Севилью» за 9 млн евро. Контракт с футболистом был подписан на 5 лет. Французский футболист был куплен как замена Даниэлу Алвесу, ушедшему в «Барселону». В январе 2009 года Конко травмировал приводящую мышцу бедра и выбыл из строя на несколько недель. 3 мая того же года он был удалён во встрече с «Вильярреалом». 29 сентября 2009 года футболист забил первый мяч за «Севилью» в матче Лиги чемпионов с «Рейнджерс». В том же сезоне игрок часто получал рецидив травмы приводящей мышцы бедра, пропустив в общей сложности около половины сезона. По окончании сезона «Дженоа» хотела выкупить трансфер игрока, но сделка не состоялась. В начале сезона 2010/11 Конко вновь травмировался.
19 января 2011 года Конко начал переговоры по поводу возвращения в «Дженоа» за 6 млн евро. За клуб из Генуи футболист провёл 13 матчей.
1 июля 2011 года Абдулай Конко подписал 5-летний контракт с «Лацио», заплативший за трансфер футболиста 5 млн евро. Его зарплата в римском клубе составила 1,2 млн евро за сезон. Планировалось, что Конко заменит Штефана Лихштайнера, ушедшего в «Ювентус».
В 2016 году Конко перешёл в «Аталанту», сыграв за клуб 1 неполный сезон и уже в 2017-м году объявил о завершении игровой карьеры
Далее Абдулай начала обучение тренерскому ремеслу и одновременно начал работу в системе футбольного клуба «Аталанта».  
После увольнения Шевченко 15 января 2022 года Конко стал исполняющим обязанности главного тренера итальянского клуба «Дженоа». В должности провёл всего 1 матч против «Фиорентины» (0:6).

## Достижения
- Обладатель Кубка Испании: 2010
- Обладатель Кубка Италии: 2013

## Личная жизнь
Абдулай Конко родился в семье сенегальца и марокканки во Франции.